# 樂騰
樂騰（?—?），战国初期魏国人。 
他与乐羊、乐毅出自同一氏族。魏文侯的弟弟季成推荐他为官。魏文侯问李克，季成和翟璜谁堪为相。李克问国君，乐腾与王孙苟端哪位好些。魏文侯认为翟璜举荐的王孫苟端不如季成举荐的乐腾。所以就任命季成当了国相。《吕氏春秋》作者认为文侯尚不能了解季成和翟璜，又怎能了解乐腾与王孙苟端。对疏贱的人了解，对亲近熟悉的人而不了解，没有如此的道理。